# Металлург (футбольный клуб, Бекабад)
«Металлург» (узб. «Metallurg» Bekobod futbol klubi / «Металлург» Бекобод футбол клуби) — узбекистанский футбольный клуб из города Бекабад Ташкентского вилоята (области). Генеральный спонсор и владелец команды — АО «Узметкомбинат».
Участник Суперлиги Узбекистана — высшего футбольного дивизиона страны. По итогам сезона 2018 года клуб занял 5-е место среди 12 команд.

## Названия
| Годы       | Название    |
| ---------- | ----------- |
| 1945-1969  | «Бекабад»   |
| 1969-1991  | «Цементчи»  |
| 1992-1993  | «Маъданчи»  |
| 1994-н. в. | «Металлург» |

## История
Был основан в 1945 году под названием «Бекабад». В советское время участвовал во Второй лиге и во Второй низшей лиге чемпионата СССР, несколько сезонов выступал в чемпионате Узбекской ССР. В 1985 и 1990 годах становился обладателем Кубка Узбекской ССР.
После распада СССР с 1992 года начал участвовать в Первой лиге чемпионата Узбекистана. В сезоне-1997 занял 2-е место и получил путёвку в Высшую лигу.
С тех пор является постоянным участником элитного дивизиона страны. В 2002 и 2018 годах занимал 5-е место, что стало наивысшим достижением бекабадского «Металлурга» в чемпионатах.

## Достижения

### СССР
- Кубок Узбекской ССР:
  - Обладатель (2 раза): 1985, 1990.

### Узбекистан
- Первая лига:
  - 2-е место (1 раз): 1997.

## Статистика выступлений
| Сезон | Лига        | Место |
| 1992  | Первая лига | 8     |
| 1993  | Первая лига | 11    |
| 1994  | Первая лига | 7     |
| 1995  | Первая лига | 15    |
| 1996  | Первая лига | 9     |
| 1997  | Первая лига | 2     |
| 1998  | Высшая лига | 13    |
| 1999  | Высшая лига | 8     |
| 2000  | Высшая лига | 13    |
| 2001  | Высшая лига | 14    |
| 2002  | Высшая лига | 5     |
| 2003  | Высшая лига | 13    |
| 2004  | Высшая лига | 9     |
| 2005  | Высшая лига | 11    |

| Сезон | Лига        | Место |
| 2006  | Высшая лига | 14    |
| 2007  | Высшая лига | 15    |
| 2008  | Высшая лига | 7     |
| 2009  | Высшая лига | 12    |
| 2010  | Высшая лига | 6     |
| 2011  | Высшая лига | 8     |
| 2012  | Высшая лига | 10    |
| 2013  | Высшая лига | 6     |
| 2014  | Высшая лига | 9     |
| 2015  | Высшая лига | 9     |
| 2016  | Высшая лига | 7     |
| 2017  | Высшая лига | 10    |
| 2018  | 5           |       |

## Стадион

Вход на стадион «Металлург»

«Металлург» проводит домашние матчи на одноимённом стадионе в городе Бекабад, который был построен в 2009—2012 годах и вмещает 15 000 зрителей.
До этого клуб проводил свои домашние матчи на построенном в 1960 году Центральном стадионе имени А. Анохина, который вмещает более 5000 зрителей.

## Главные тренеры
Данные с 1998 года, согласно данным с официального сайта клуба.
| Период     | Главный тренер    |
| ---------- | ----------------- |
| 1945—1997  | Нет точных данных |
| 1998       | Сергей Доценко    |
| 1999       | Яков Капров       |
| 1999       | Усман Аскаралиев  |
| 2000       | Валерий Лёткин    |
| 2001       | Усман Аскаралиев  |
| 2002       | Рустам Мирсадыков |
| 2003       | Валерий Лёткин    |
| 2004       | Усман Аскаралиев  |
| 2004—2005  | Эльдар Сакаев     |
| 2006       | Шамиль Талипов    |
| 2006       | Эльдар Сакаев     |
| 2007       | Шамиль Талипов    |
| 2007       | Валерий Лёткин    |
| 2008—2017  | Рустам Мирсадыков |
| 2018—н. в. | / Андрей Шипилов  |